# Castello di Caiazzo
Il castello di Caiazzo è un castello ubicato a Caiazzo.

## Storia
Il castello venne edificato sui resti di un Arx romana durante l'epoca longobarda: tra i proprietari attestati in questo periodo si ricordano Teodorico, conte di Caiazzo, nel IX secolo, Landolfo nel 982 e Landone, conte di Carinola e Caiazzo, nel 1034.
Successivamente passò sotto il domino dei Normanni e riconosciuto come possedimento di Rainulfo di Alife. Con Ruggero II il castello fu fortificato, dotato di abitazioni all'interno della cerchia delle mura e provvisto di una guarnigione permanente.
Durante l'egemonia degli Svevi, precisamente nel 1229, Caiazzo fu assediata dalle truppe di Giovanni di Brienne: la città venne liberata grazie all'intervento di Federico II, il quale soggiornò al castello. Nel 1251 entrò a far parte dei possedimento di Riccardo, conte di Caserta, mentre nel 1256 fu edificata la torre maestra. Con l'arrivo degli Angioini fu concesso da Carlo I a Bonifacio di Galimberto, per poi passare nel 1269 a Guglielmo Glignette.
Divenne quindi proprietà dei Sanseverino, degli Origlia e di Lucrezia d'Alagno: quest'ultima lo acquisto con l'aiuto di Alfonso II di Napoli nel 1461 per una somma di 15 000 ducati. Fu in tale periodo che vennero ispessite le mura per proteggerlo dai colpi di cannoni e venne riedificata la torre maestra. Nel 1569 passò a Matteo di Capua: in quest'epoca soggiornò al castello Giovan Battista Marino intento a comporre L'Adone. Nel 1607 venne acquistato dalla famiglia fiorentina dei Corsi, di cui si conserva lo stemma araldico presso l'ingresso, per poi essere venduto, circa duecento anni dopo, nel 1836, per la cifra di 150 000 ducati, a Giuseppe Andrea De Angelis, alla cui famiglia appartiene ancora: durante il XIX secolo venne fortemente rimaneggiato, alterandone l'aspetto medievale.

## Descrizione
Il castello è posto sul punto più alto di una collina che domina Caiazzo e la valle del medio Volturno. Si presenta con una forma quadrangolare ed è caratterizzato da quattro torri: tre sono di forma tonda, in pietra calcarea, poggianti direttamente sulla roccia, e una, quella nell'angolo nord-est, di forma quadrata, conosciuta anche con il nome di torre di Lucrezia, poiché luogo preferito degli incontri tra Alfonso d'Aragona e Lucrezia d'Alagno. La torre ha un piano inferiore, originariamente adibito a cisterna, poi riconvertito in una stanza e quindi dotato di ingresso, un secondo livello con camere con volta a crociera a uso residenziale, il cui ingresso era in principio dato da una scala esterna, successivamente sostituito da una terrazza, e un terzo piano, sempre a uso residenziale, con accesso tramite una scala dall'ambiente sottostante, e caratterizzato da ampie finestre che si ritrovano anche al piano inferiore; la torre termina con una copertura atta alla difesa delle armi da fuoco.
L'accesso al castello è consentito tramite due ingressi: uno è posto nei pressi della torre di Lucrezia, mentre il secondo si trova al termine di una strada lungo l'antico fossato. Si accede quindi al cortile: al piano inferiore si trovano gli ambienti di servizio, i quali rimangono fedeli al loro aspetto originario, con volte rette da archi ogivali in tufo grigio. Una rampa di scala conduce sia alla chiesa di Santa Maria al Castello, risalente al 1116 e decorata nel 1832, sia all'ingresso degli ambienti del primo piano. Questi sono stati fortemente rimaneggiati durante il restauro del XIX secolo per adattarli all'uso residenziale; tra queste sale e la torre di Lucrezia è posto un edificio a pianta rettangolare, su due livelli, con una terrazza che permette l'accesso alla torre.
Nelle vicinanze del castello è possibile osservare i resti della mura poligonali sannite risalenti al IV secolo a.C..